# Ornithoptera goliath
Espèce
Statut CITES
Ornithoptera goliath ou Ornithoptère goliath est une espèce de lépidoptères (papillons) de la famille des Papilionidae et de la sous-famille des Papilioninae.

## Nom vernaculaire
Ornithoptera goliath se nomme Goliath Birdwing en anglais.

## Description
L'imago d'Ornithoptera goliath est un grand papillon d'une envergure variant de 180 à 230 mm, dont la tête et le thorax sont noirs et l'abdomen jaune. Il présente un fort dimorphisme sexuel.
Les mâles ont les ailes antérieures sur le dessus vertes au bord externe bordé de noir et divisées par une ligne noire de la base à l'apex côté bord externe et sur le revers jaunes veinées de marron. Les ailes postérieures sont sur le dessus jaunes, bordées et veinées de marron avec une ligne submarginale de trois points verts, et sur le revers jaunes veinées de marron avec une marge verte et une ligne submarginale de trois points marron.
Les femelles, plus grandes que les mâles, ont les ailes antérieures de couleur marron ornées de taches blanches et d'une ligne submarginale de chevrons blancs, et les ailes postérieures à partie basale marron et à partie distale blanche marquée d'une ligne de points marron. Le revers est semblable.

## Biologie
Les plantes hôtes de la chenille sont des aristoloches, dont Aristolochia crassinervia.

## Distribution et biotopes
Ornithoptera goliath est présent en Nouvelle-Guinée et dans quelques îles aux alentours,.
Il réside dans les forêts humides.

## Taxonomie
L'espèce Ornithoptera goliath a été décrite par l'entomologiste français Charles Oberthür en 1888.
Elle est parfois classée dans le sous-genre Schoenbergia (son nom peut alors s'écrire Ornithoptera (Schoenbergia) goliath), et souvent dans le genre Troides (elle s'appelle alors Troides goliath).

### Sous-espèces
- Ornithoptera goliath goliath Oberthür, 1888 – présente en Nouvelle-Guinée.
- Ornithoptera goliath atlas Rothschild, 1908
- Ornithoptera goliath procus Rothschild, 1914
- Ornithoptera goliath samson (Niepelt, 1913)
- Ornithoptera goliath sorongensis Morita & Sugiyama, 1998
- Ornithoptera goliath supremus Röber, 1896
- Ornithoptera goliath ukihidei Hanafusa, 1994

Spécimens de la collection du muséum de Toulouse
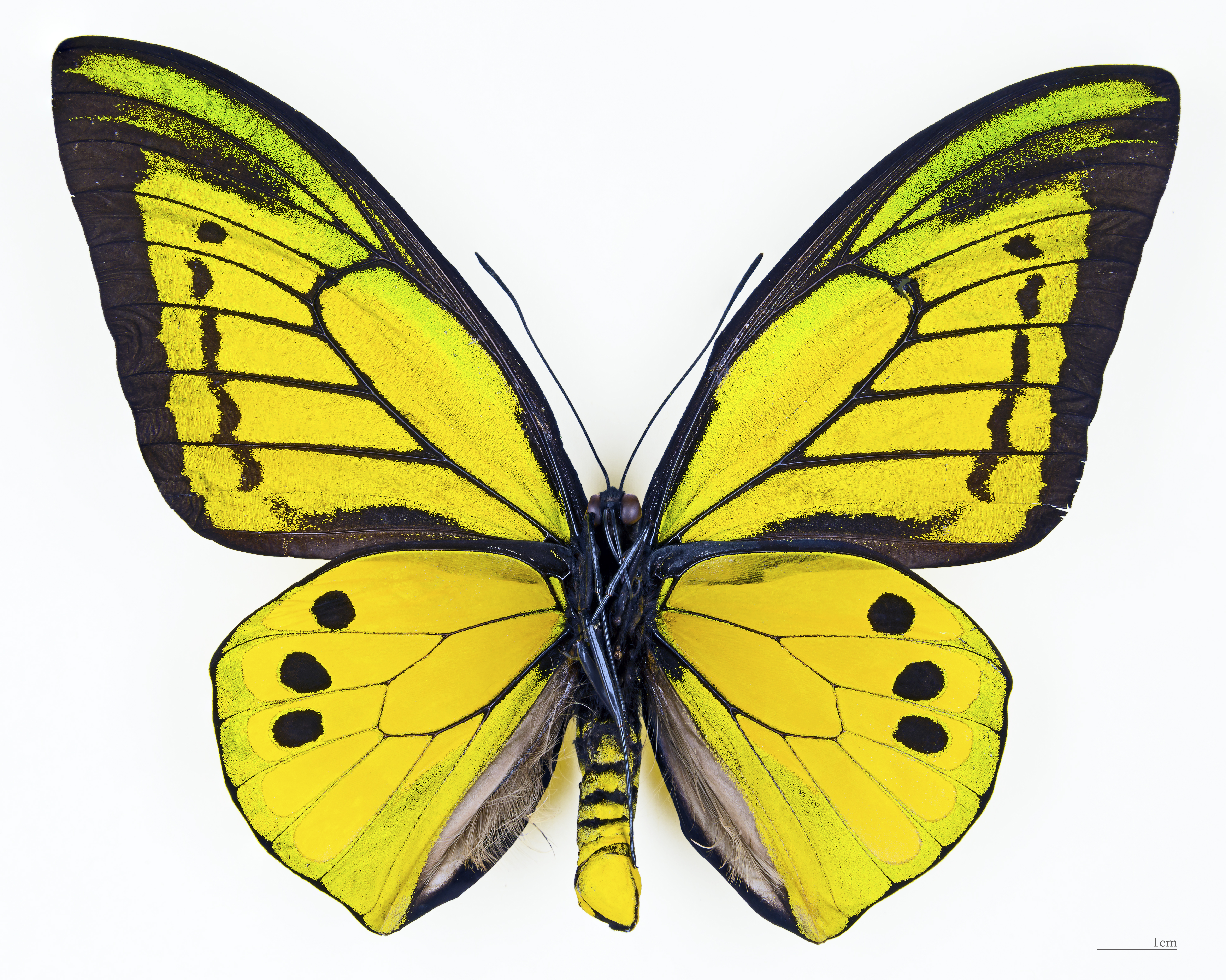
O. g. supremus, ♂ (revers)
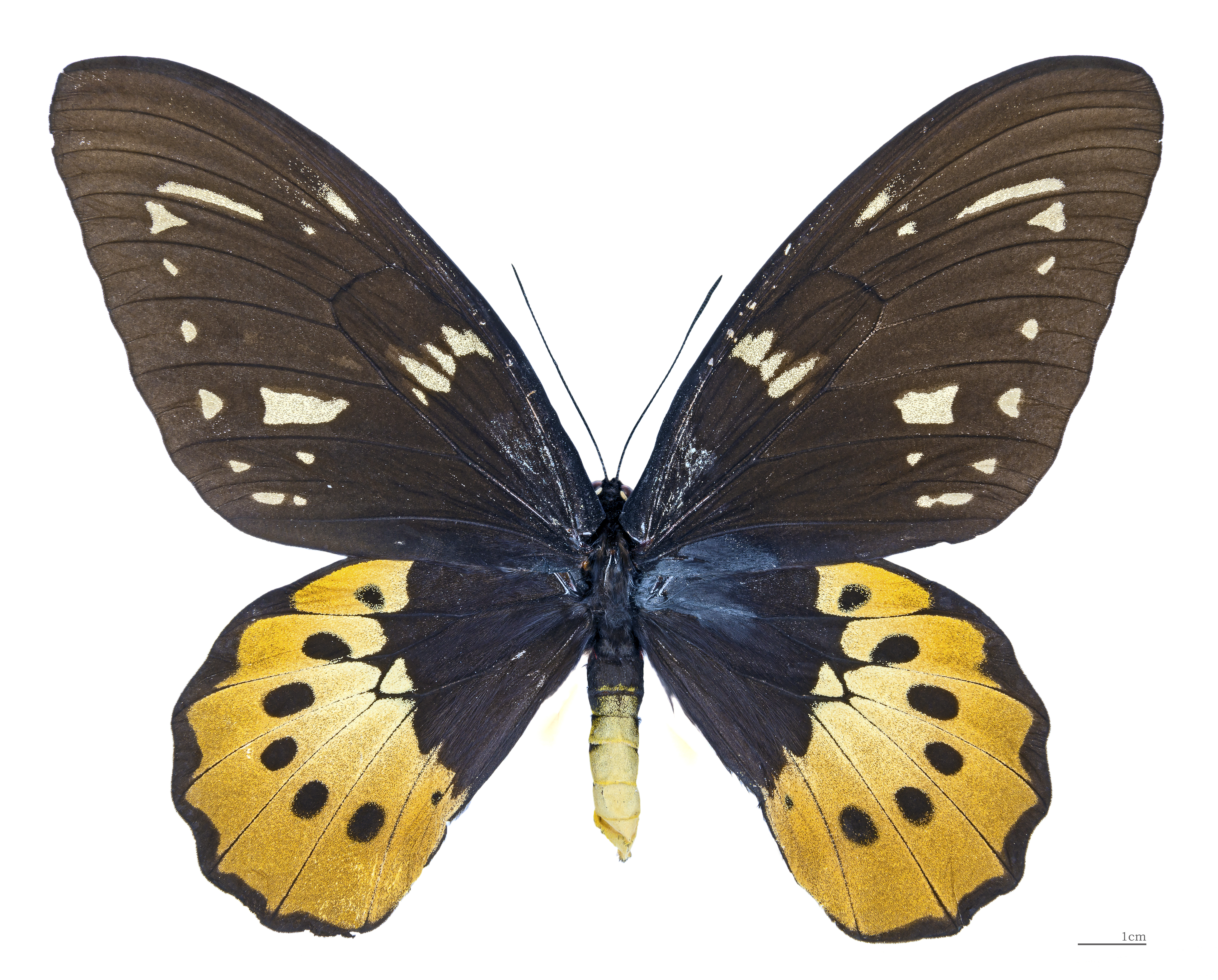
O. g. supremus, ♀ (avers)
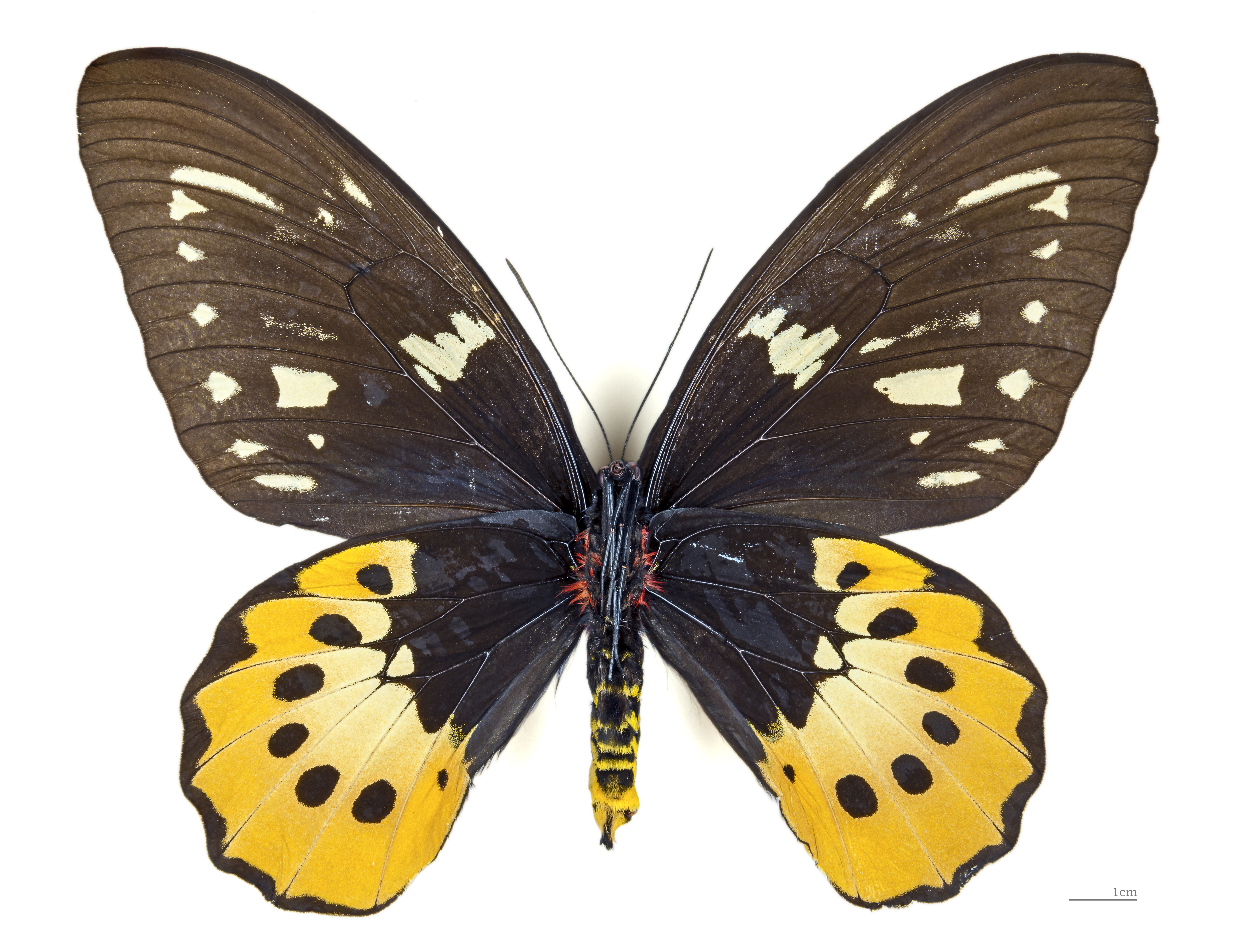
O. g. supremus, ♀ (revers)
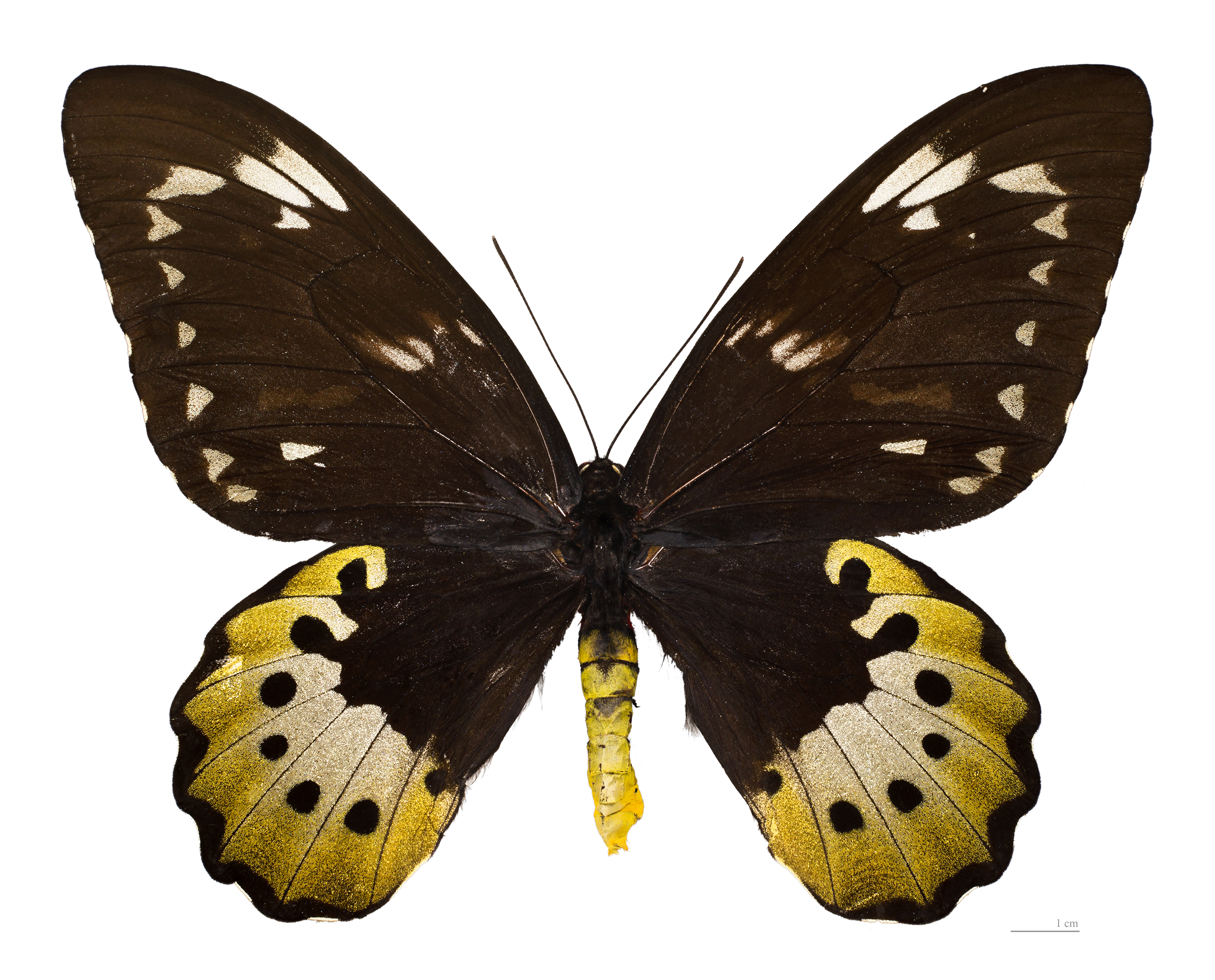
O. g. samson, ♂ (avers)
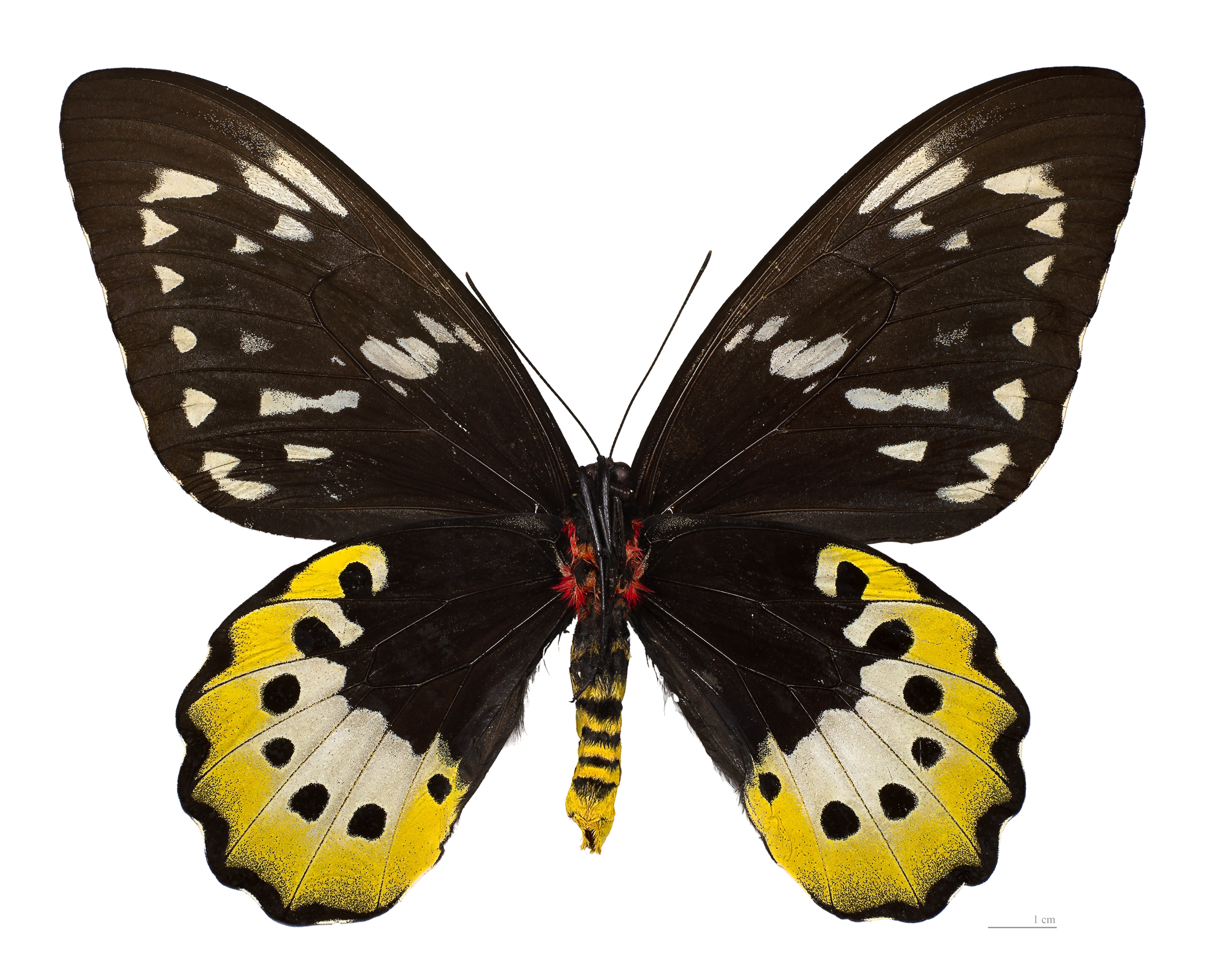
O. g. samson, ♀ (revers)